# Провинције Данске
Провинције Данске (дан. Landsdele) су статистичке регије Данске, позициониране између административних региона и општина и немају административну улогу. Географска јединица (Landsdele) користи се у Данској у разним областима. Данских 5 региона су груписани у 3 региона као изборне области, али су подељене у 11 региона. 
| Провинција             | Становништво (2013) | км²     |
| ---------------------- | ------------------- | ------- |
| Копенхаген             | 728,243             | 169.6   |
| Околина Копенхагена    | 530,612             | 342.3   |
| Северни Зеланд         | 450,245             | 1,449,0 |
| Источни Зеланд         | 239,016             | 807.7   |
| Западни и Јужни Зеланд | 577,710             | 6,414.9 |
| Борнхолм               | 40,305              | 592.3   |
| Фунен                  | 486,709             | 3,478.7 |
| Јужни Јутланд          | 715.800             | 8,777.3 |
| Источни Јутланд        | 851,769             | 5,841.4 |
| Западни Јутланд        | 425,769             | 7,164.3 |
| Северни Јутланд        | 581,057             | 7,878.6 |